# Lim Zoong-sun
Lim Zoong-sun (ur. 16 lipca 1943) – północnokoreański piłkarz grający na pozycji obrońcy. Uczestnik Mistrzostw Świata 1966.

## Kariera klubowa
Podczas MŚ 1966 reprezentował barwy klubu Moranbong Sports Club.

## Kariera reprezentacyjna
Razem z reprezentacją Korei Północnej uczestniczył w Mistrzostwach Świata 1966. Wystąpił tam we wszystkich 4 meczach.